# Мармыжи (станция)
Мармыжи́ — железнодорожная узловая станция на однопутной линии Курск — Воронеж с веткой на Ливны — Верховье. Станция расположена в 108 км от Курска в пристанционном посёлке имени Ленина Советского района Курской области и относится к Орловско-Курскому региону Московской железной дороги.

## История
В 1894 году в составе железной дороги Курск — Воронеж был открыт разъезд Мармыжи. Своё название разъезд получил от старинного казачьего села Мармыжи, расположенного примерно в 5 км от железной дороги. В 1897 году началось строительство железнодорожной ветки до города Ливны, которое было завершено в 1898 году. Бывший разъезд Мармыжи стал узловой станцией.
Во время Великой Отечественной войны, в 1941—1943 годах, в районе станции Мармыжи шли ожесточённые бои. Станцию обороняли, в общей сложности, 13 бронепоездов. В результате боевых действий станция была полностью разрушена.
В конце 1940-х годов было построено новое здание железнодорожного вокзала, инфраструктура станции была полностью восстановлена.

## Пригородное сообщение
Пригородное сообщение осуществляется по направлениям:
- Курск — Касторная
- Курск — Верховье (со сменой направления движения по станции Кшень и пересадкой в Ливнах)
- Курск — Воронеж

## Поезда дальнего следования
Постоянное сообщение
- № 331/332 Киев — Воронеж
- № 360Ч Калининград — Адлер (по данным АСУ Экспресс-3 на станции не останавливается)

Сезонное сообщение
- № 283/284 Москва — Сочи
- № 467 Смоленск — Адлер (поезд № 468 Адлер — Смоленск на станции не останавливается)
- № 567А Смоленск — Анапа (поезд № 567С Анапа — Смоленск на станции не останавливается)